# سد عبدالله‌خان بندی
سد عبدالله‌خان بندی (ازبکی: Абдуллахон банди) یک سد باستانی است که در نزدیکی روستای اسکی اوقچوب، واقع در ۶۵ کیلومتری شرق شهر نورآتا در ازبکستان قرار دارد. این سد بر روی رودخانه بکلارسوی قرار دارد و در دهه ۱۵۸۰ توسط عبدالله‌خان دوم حاکم بخارا ساخته شده است.
بند عبدالله‌خان اولین بار در سال‌های ۱۹۵۷ و ۱۹۶۷ توسط یحیی غلوموف باستان‌شناس مورد مطالعه قرار گرفت. با مسدود شدن رودخانه، سطح آب جلوی سد ۱۵ متر بالا رفت و طول مخزن آن به ۱۲۵۰ تا ۱۵۰۰ متر و عرض آن به ۷۵ تا ۱۲۵ متر رسید. این سد نقطه عطف مهمی برای مهندسی هیدرولیک آسیای مرکزی است و در ۱۸ ژانویه ۲۰۰۸ در فهرست آزمایشی میراث جهانی یونسکو در دسته‌بندی فرهنگی به ثبت رسید.